# Rehoboth Strict Baptist Chapel (Wadhurst)
De Rehoboth Strict Baptist Chapel is een voormalige Strict Baptist kapel in het gehucht Pell Green bij het dorp Wadhurst. De kapel is gebouwd in 1824 (zichtbaar op de ingemetselde gedenksteen), nadat in 1818 een gemeente was gesticht. In de tweede helft van de 20e eeuw wordt de gemeente door vergrijzing en kerkverlating steeds kleiner. De laatste kerkdienst werd gehouden in 1986, waarna het gebouw is omgebouwd tot woonhuis.
In 1978 is het kerkje geplaatst als Grade II op de lijst van English Heritage. Deze definieerde de kapel als nationally important building of special interest.